# Пастка Пеннінга
Пастка Пеннінга — пристрій для накопичення заряджених частинок, в якому використовується однорідне аксіальне магнітне поле та неоднорідне квадрупольне електричне поле. Такого роду пастки особливо ефективні при прецизійних вимірюваннях властивостей іонів та стабільних субатомних частинок. Вони дозволили створити та вивчати так звані «атоми геонію», а також з великою точністю виміряти магнітний момент електрона. Серед новітніх використань — фізична реалізація квантових обчислень та квантова обробка інформації, для чого у пастках накопичуються кубіти.  Пастки Пеннінга працюють у багатьох лабораторіях світу. Наприклад, у ЦЕРНі вони служать для зберігання античастинок на зразок антипротонів.

## Історія
Першу пастку Пеннінга збудував Ганс Демельт. Він назвав її на честь нідерландського фізика Франса Міхеля Пеннінга (1894–1953), ідею якого використав. Пеннінгу належить конструкція вимірювального приладу, в якому струм через газорозрядну трубку в магнітному полі пропорційний тиску.  
1989 року Демельт розділив Нобелівську премію з фізики за розвиток технології іонних пасток. 

## Принцип дії

Схематичне зображення конфігурації полів у пастці Пеннінга. Верхній та нижній електроди насправді єдине кільце.

Пастка Пеннінга використовує сильне однорідне аксіальне магнітне поле, що обмежує радіальний рух частинок та квадрупольне електричне поле, що обмежує рух уздовж центральної осі.  Статичний електричний потенціал створюється трьома електродами — центральним кільцем навколо камери та двома кінцевими. В ідеальній пастці Пеннінга кільце та кінцеві електроди є гіперболоїдами обертання.  Для захоплення позитивних (негативних) іонів, на кінцеві електроди подається позитивна  (негативна) напруга відносно кільця. Створений електростатичний потенціал утворює сідлову точку  в центрі пастки, що утримує іони  в осьовому напрямку. Електричне поле змушує іони коливатися (гармонічно у разі ідеальної пастки Пеннінга) вздовж осі. Магнітне поле в поєднанні з електричним змушує заряджені частинки рухатися в радіальній площині траєкторією, що відслідковує епітрохоїду.
Орбітальний рух іонів у радіальній площині складається з двох нормальних мод з частотами, які називають «магнетронною» {\displaystyle \omega _{-}} та «модифікованою циклотронною» {\displaystyle \omega _{+}}. Ці рухи аналогічні деференту та епіциклу птолемеєвої моделі сонячної системи.

Класична траєкторія в радіальній площині для

Сума цих двох частот є циклотронною частотою, що залежить тільки від відношення електричного заряду до маси частинки та від напруженості магнітного поля. Цю частоту можна виміряти дуже точно, що можна використати для знаходження мас заряджених частинок. Багато високоточних вимірювань маси (мас електрона, протона, 2H, 20Ne та 28Si) отримано в пастках Пеннінга.
Енергію в іонів відбирають різними способами: охолодження буферним газом, резистивне охолодження та  лазерне охолодження. Охолодження в буферному газі використовує зіткнення між іонами та молекулами нейтрального газу, в результаті яких енергії іонів та молекул газу вирівнюються. Резистивне охолодження використовує рух зарядів зображення у електродах у комбінації з зовнішнім опором, що ефективно відбирає енергію від іонів. Відбирати енергію від деяких видів іонів в пастці Пенніга можна також лазерним охолодженням.  Цей метод вимагає відповідної електронної структури.  Радіаційне охолодження є процесом, у якому іони втрачають енергію, випромінюючи електромагнітні хвилі внаслідок прискореного руху в магнітному полі. Для електронів цей процес домінує, але є дуже слабким для важчих частинок, і ним можна знехтувати.
Використання пастки Пеннінга  може мати перевагу над радіочастотними пастками Пауля. По-перше, пастки Пеннінга використовують тільки статичні поля, а тому немає мікроруху та пов'язаного з ним нагрівання, викликані динамічними полями, навіть для протяжних  2- три 3-виміних кулонівських кристалів іонів. Крім того, пастки Пеннінга можна зробити більшими, зберігаючи міцне утримання. Спіймані в пастку іони можна тоді тримати далі від поверхонь електронів. Взаємодія з розривними потенціалами електродних поверхонь може спричинювати нагрівання та декогеренцію, а ці ефекти масштабуються як високий степінь оберненої відстані між іонами та електродами.

## Мас-спектроскопія з перетворенням Фур'є
Мас-спектроскопія іонного циклотронного резонансу з перетворенням Фур'є є різновидом мас-спектрометрії, що визначає відношення маси до заряду (m/z) іонів на основі вимірювання циклотронної частоти їхнього руху в магнітному полі. Іони захоплюються в пастку Пеннінга, де їх збуджують на циклотронні орбіти з більшим радіусом змінним електричним полем, перпендикулярним до магнітного. Результатом цього збудження є також рух іонів у фазі  (в пакеті). Сигнал детектується як струм зображення на парі пластин, повз які пакет іонів проходить, рухаючись циклотронною орбітою. Отриманий сигнал називають затуханням вільної індукції, перехідним або інтерферогамою. Він складається із суперпозиції синусоїд. Перетворення Фур'є дозволяє отримати спектр мас.
Одинокі іони можна вивчати в пастці Пеннінга при температурі 4 K. Для цього електрод-кільце розділяється на сегменти, і протилежні електроди з'єднуються з надпровідною котушкою та затвор польового транзистора. Котушка та паразитичні ємності електричного кола утворюють коливальний контур з добротністю приблизно 50 000. Коливальний контур збуджується зовнішнім електричним імпульсом. Сегменти електрода встановлюють зв'язок між рухом іона та коливальним контуром. Енергія коливального контуру  в резонансі з іоном повільно осцилює між багатьма електронами (10000) затвора та одиноким іоном. Це можна детектувати в струмі, що протікає через стік транзистора.

## Атом геонію
Атом геонію, що отримав свою назву завдяки своєму зв'язку з Землею, є псевдоатомна система, що виникає в пастці Пеннінга і є корисною для вимірювання фундаментальних параметрів частинок.  У найпростішому випадку, пастка містить тільки одну частинку, тобто один іон. Така квантова система  визначається тільки квантовими станами однієї частинки, як і атом водню.  Атом водню насправді складається з двох частинок: ядра та електрона, але рух електрона відносно ядра (у системі відліку центру мас) еквівалентний одній частинці в зовнішньому полі.
Властивості геонію відрізняються від  властивостей типового атома. Заряд рухається циклотронною орбітою навколо осі пастки й осцилює вздовж осі. Для вимірювання квантових властивостей методом «неперервного Штерна-Герлаха» створюється спеціальне «пляшкоподібне поле». Можливо з високою точністю виміряти енергетичні рівні та g-фактор частинки. Ван Дік молодший   з колегами у 1978-му та 1987-му дослідили розщеплення
спектру геонію в магнітному полі й опублікували результати дуже точних g-факторів електрона та позитрона, що наклало нові обмеження на гіпотетичний радіус електрона.

## Виноски
1. 1 2  Brown, L.S.; Gabrielse, G. (1986). Geonium theory: Physics of a single electron or ion in a Penning trap (PDF). Reviews of Modern Physics. 58: 233. Bibcode:1986RvMP...58..233B. doi:10.1103/RevModPhys.58.233. Архів оригіналу (PDF) за 13 березня 2017. Процитовано 9 червня 2017.
2. ↑  Marshall, A. G.; Hendrickson, C. L.; Jackson, G. S., Fourier transform ion cyclotron resonance mass spectrometry: a primer. Mass Spectrom Rev 17, 1-35.
3. ↑  Dehmelt, Hans (1988). A Single Atomic Particle Forever Floating at Rest in Free Space: New Value for Electron Radius. Physica Scripta. T22: 102—110. Bibcode:1988PhST...22..102D. doi:10.1088/0031-8949/1988/T22/016.